# Поліська сільська рада (Коропський район)
Полі́ська сільська́ ра́да — адміністративно-територіальна одиниця та орган місцевого самоврядування в Коропському районі Чернігівської області. Адміністративний центр — село Поліське.

## Загальні відомості
- Територія ради: 61,186 км²
- Населення ради: 896 осіб (станом на 2001 рік)

На території сільради діє Поліська ЗОШ І-ІІ ст.

## Населені пункти
Сільській раді підпорядковані населені пункти:
- с. Поліське (605 осіб)
- с. Горохове (158 осіб)
- с. Дрібці (10 осіб)
- с. Карацюбине (102 особи)
- с. Новоселиця (21 особа)

Поліська сільська рада зареєстрована 1918 року. Стала однією з 25-ти сільських рад Коропського району і одна з 17-ти, яка складається більше, ніж з одного населеного пункту.

## Склад ради
Рада складається з 14 депутатів та голови.
- Голова ради: Євтушенко Ольга Миколаївна
- Секретар ради: Рябуха Тетяна Володимирівна

### Керівний склад попередніх скликань
| Прізвище, ім'я, по батькові | Основні відомості                                                         | Дата обрання | Дата звільнення |
| --------------------------- | ------------------------------------------------------------------------- | ------------ | --------------- |
| Євтушенко Ольга Миколаївна  | Сільський голова, 1955 року народження, освіта вища, член Народної партії | 26.03.2006   | 31.10.2010      |
| Євтушенко Ольга Миколаївна  | Сільський голова, 1955 року народження, освіта вища, член Народної партії | 31.10.2010   |                 |

Примітка: таблиця складена за даними сайту Верховної Ради України

### Депутати
За результатами місцевих виборів 2010 року депутатами ради стали:

#### За суб'єктами висування
| Суб'єкт висування                 | Кількість обраних депутатів | %    |
| --------------------------------- | --------------------------- | ---- |
| Партія регіонів                   | 5                           | 35,7 |
| Самовисування                     | 4                           | 28,6 |
| Політична партія «Сильна Україна» | 2                           | 14,3 |
| Комуністична партія України       | 1                           | 7,1  |
| Народна партія                    | 1                           | 7,1  |
| Українська Народна Партія         | 1                           | 7,1  |

#### За округами
| № округу                          | Прізвище, ім'я, по батькові   | Дата визнання обраним | Освіта  | Партійна приналежність                  | Відомості про обраного депутата                                     |
| --------------------------------- | ----------------------------- | --------------------- | ------- | --------------------------------------- | ------------------------------------------------------------------- |
| Комуністична партія України       |                               |                       |         |                                         |                                                                     |
| 1                                 | Ярошенко Юрій Павлович        | 01.11.2010            | середня | член Комуністичної партії України       | ТОВ «Агрікор- Холдинг», тракто-рист                                 |
| Народна Партія                    |                               |                       |         |                                         |                                                                     |
| 8                                 | Рябуха Тетяна Володимирівна   | 01.11.2010            | вища    | член Партії регіонів                    | Пролетарська сільська рада, секретар сільсь-кої                     |
| Партія регіонів                   |                               |                       |         |                                         |                                                                     |
| 5                                 | Шконда Катерина Миколаївна    | 01.11.2010            | вища    | член Партії регіонів                    | загальноосвітня школа І-ІІ ст., вчитель                             |
| 10                                | Нечипоренко Микола Іванович   | 01.11.2010            | середня | член Партії регіонів                    | пенсіонер                                                           |
| 11                                | Кот Микола Михайлович         | 01.11.2010            | середня | член Партії регіонів                    | СЛП «Агролісгосп», лісник                                           |
| 13                                | Рожок Петро Анатолійович      | 01.11.2010            | середня | член Партії регіонів                    | ТОВ «Агрікорхолдинг», тракторист                                    |
| 14                                | Шумейко Андрій Васильович     | 01.11.2010            | середня | член Партії регіонів                    | Горохівська бібліотека, бібліотекар                                 |
| Політична партія «Сильна Україна» |                               |                       |         |                                         |                                                                     |
| 2                                 | Супрун Ганна Михайлівна       | 01.11.2010            | середня | член Політичної партії «Сильна Україна» | тимчасово не працює                                                 |
| 3                                 | Тищенко Марія Іллівна         | 01.11.2010            | середня | член Політичної партії «Сильна Україна» | Відділення зв'язку, листоноша                                       |
| Українська Народна Партія         |                               |                       |         |                                         |                                                                     |
| 6                                 | Федченко Галина Михайлівна    | 01.11.2010            | вища    | позапартійна                            | загальноосвітня школа І-ІІ ст., директор школи                      |
| Самовисування                     |                               |                       |         |                                         |                                                                     |
| 4                                 | Ярошенко Олександр Михайлович | 01.11.2010            | середня | позапартійний                           | загальноосвітня школа І-ІІ ст., ремонтник                           |
| 7                                 | Мельник Олександра Михайлівна | 01.11.2010            | середня | позапартійна                            | Поліський фельдшерсько-акушерський пункт, молод. медичний працівник |
| 9                                 | Солошенко Надія Андріївна     | 01.11.2010            | середня | позапартійна                            | Пролетарська сільська рада, бухгалтер                               |
| 12                                | Лугова Надія Федорівна        | 01.11.2010            | середня | позапартійна                            | Атюшівське СТ, продавець                                            |